# 邵珪
邵珪（1441年—？），字文敬，直隸常州府宜興縣人，明朝政治人物。進士出身。

## 生平
成化四年（1468年）戊子科應天鄉試第四十五名舉人。成化五年（1469年）登乙丑科進士，授戶部主事，歷郎中，出為嚴州府知府，遷思南府知府。

## 著作
邵珪工書法，善草书，小楷亦得晋、唐笔意。其诗亦有新意。有“半江帆影落尊前”為名句，人故称之邵半江。著有《半江集》六卷。

## 家族
曾祖父邵商霖。祖父邵文穆。父邵昉。